# 1970-es magyar férfi vízilabda-bajnokság (másodosztály)
Az 1970-es magyar férfi másodosztályú vízilabda-bajnokság A csoportjában kilenc csapat indult el, a csapatok két kört játszottak.

## Tabella
| #  | Csapat                   | M  | Gy | D | V  | G+  | G-  | P  | Megjegyzés     |
| -- | ------------------------ | -- | -- | - | -- | --- | --- | -- | -------------- |
| 1. | Tatabányai Bányász       | 16 | 13 | 3 | 0  | 117 | 62  | 29 |                |
| 2. | MAFC                     | 16 | 11 | 2 | 3  | 88  | 72  | 24 |                |
| 3. | Szegedi EOL SC           | 16 | 11 | 1 | 4  | 84  | 51  | 22 | 1 pont levonva |
| 4. | Hódmezővásárhelyi MEDOSZ | 16 | 8  | 5 | 3  | 81  | 59  | 21 |                |
| 5. | Szentesi Vízmű           | 16 | 6  | 2 | 8  | 70  | 74  | 14 |                |
| 6. | MTK                      | 16 | 4  | 6 | 6  | 83  | 89  | 14 |                |
| 7. | BSE                      | 16 | 3  | 3 | 10 | 75  | 107 | 9  |                |
| 8. | Bp. Vörös Meteor         | 16 | 1  | 4 | 11 | 60  | 97  | 6  |                |
| 9. | Bp. Építők               | 16 | 1  | 2 | 13 | 65  | 112 | 4  |                |

* M: Mérkőzés Gy: Győzelem D: Döntetlen V: Vereség G+: Dobott gól G-: Kapott gól P: Pont

## OB II/B
Bajnokság Végeredménye: 1.Kazincbarcikai Vegyész SE; 2.Bp. Elektromos; 3. Miskolci Vasutas SC; 4.Ceglédi VSE; 5.Pécsi Helyiipar; 6.Kecskeméti Dózsa; 7.Kaposvár